# Cardiocardita ajar
Cardiocardita ajar is een tweekleppigensoort uit de familie van de Carditidae. De wetenschappelijke naam van de soort is voor het eerst geldig gepubliceerd in 1792 door Bruguière.